# Cistanche afghanica
Cistanche afghanica är en snyltrotsväxtart som beskrevs av A. Gilli. Cistanche afghanica ingår i släktet Cistanche och familjen snyltrotsväxter. Inga underarter finns listade i Catalogue of Life.